# Телескоп Crossley
37°20′18″ пн. ш. 121°38′39″ зх. д. / 37.338244505107° пн. ш. 121.64426154115° зх. д.
Телескоп Кросслі — це 36-дюймовий (910 мм) рефлекторний телескоп, розташований в обсерваторії Лік у штаті Каліфорнія, США. Він використовувався між 1895 і 2010 роками і був подарований обсерваторії Едвардом Кросслі, його тезкою.
Це був найбільший рефлекторний телескоп у Сполучених Штатах протягом кількох років після його повторного запуску в Каліфорнії.  Директор Лікської обсерваторії Джеймс Едвард Кілер у 1900 році зазначив про телескоп Кросслі, що це «... безперечно найефективніший інструмент в обсерваторії для певного класу астрономічних робіт».

## Інтернет-ресурси
- ucolick.org - Telescopes of the Lick Observatory - The 36 inch Crossley Reflector
- Astronomy and Astrophysics - Lick Crossley 36-inch Reflector
- Photographs of the Crossley Telescope used in the Lick Observatory from the Lick Observatory Records Digital Archive, UC Santa Cruz Library’s Digital Collections [Архівовано 2015-06-13 у Wayback Machine.]
- THE OPTICAL PERFORMANCE OF THE NEW ALUMINIZED MIRROR OF THE CROSSLEY TELESCOPE (year - 1934)